# والتامستو (دائرة انتخابية في المملكة المتحدة)
والتامستو (بالإنجليزية: Walthamstow)‏ هي إحدى الدوائر الانتخابية في المملكة المتحدة الممثلة في مجلس العموم في برلمان المملكة المتحدة.
عضو البرلمان الذي يمثلها حالياً هو :Mr Neil Gerrard (Lab).